# Luis Cruz
Luis Cruz   (Montevideo, 28 d'abril de 1925 - 1998) fou un futbolista uruguaià de la dècada de 1950.
Fou internacional amb la selecció de futbol de l'Uruguai amb la qual participà a la copa del Món de futbol de 1954.
Pel que fa a clubs, destacà a Club Nacional de Football.